# Antoine Thévenin
Antoine Thévenin est un homme politique français né le 7 décembre 1757 à Échassières (Allier) et décédé le 3 mars 1842 à Montaigut (Puy-de-Dôme).
Maire de Montaigut en 1789, il est procureur syndic du district en 1790 et dévient député du Puy-de-Dôme en 1791. Resté à l'écart sous la Terreur, il est réélu député au conseil des Cinq-Cents le 23 vendémiaire an IV et passe au conseil des Anciens le 26 germinal an VII. Il est membre du corps législatif de 1799 à 1803. Nommé conseiller à la cour d'appel de Riom en 1812, il devient président de chambre en 1818 et prend sa retraite en 1838. Il est le père de Claude Antoine Thévenin, député sous la Monarchie de Juillet.

## Sources
- « Antoine Thévenin », dans Adolphe Robert et Gaston Cougny, Dictionnaire des parlementaires français, Edgar Bourloton, 1889-1891 [détail de l’édition]